# Plymouth Satellite
Plymouth Satellite – samochód osobowy klasy wyższej produkowany pod amerykańską marką Plymouth w latach 1964 – 1974. 

## Pierwsza generacja

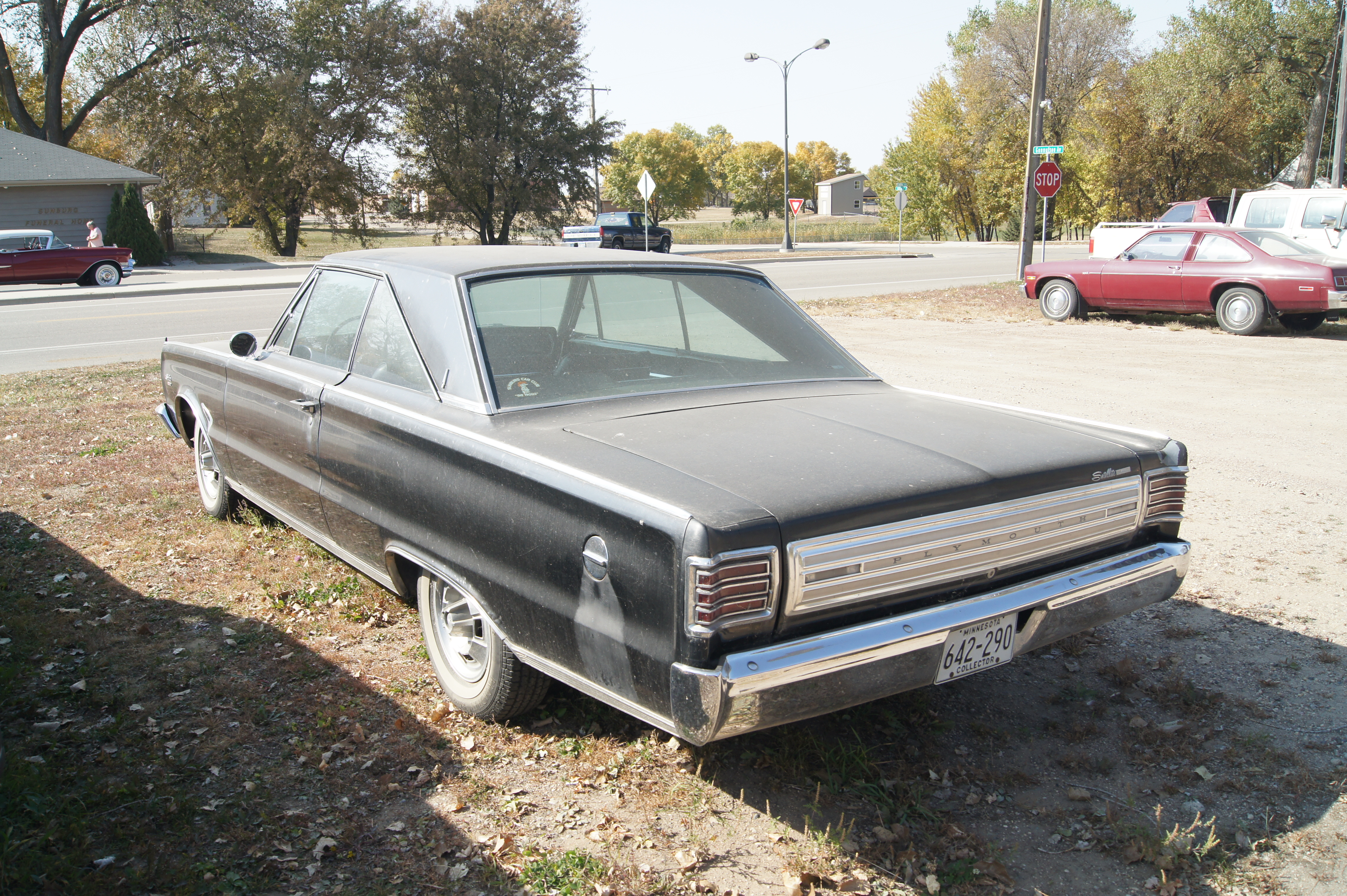
Plymouth Satellite I - tył

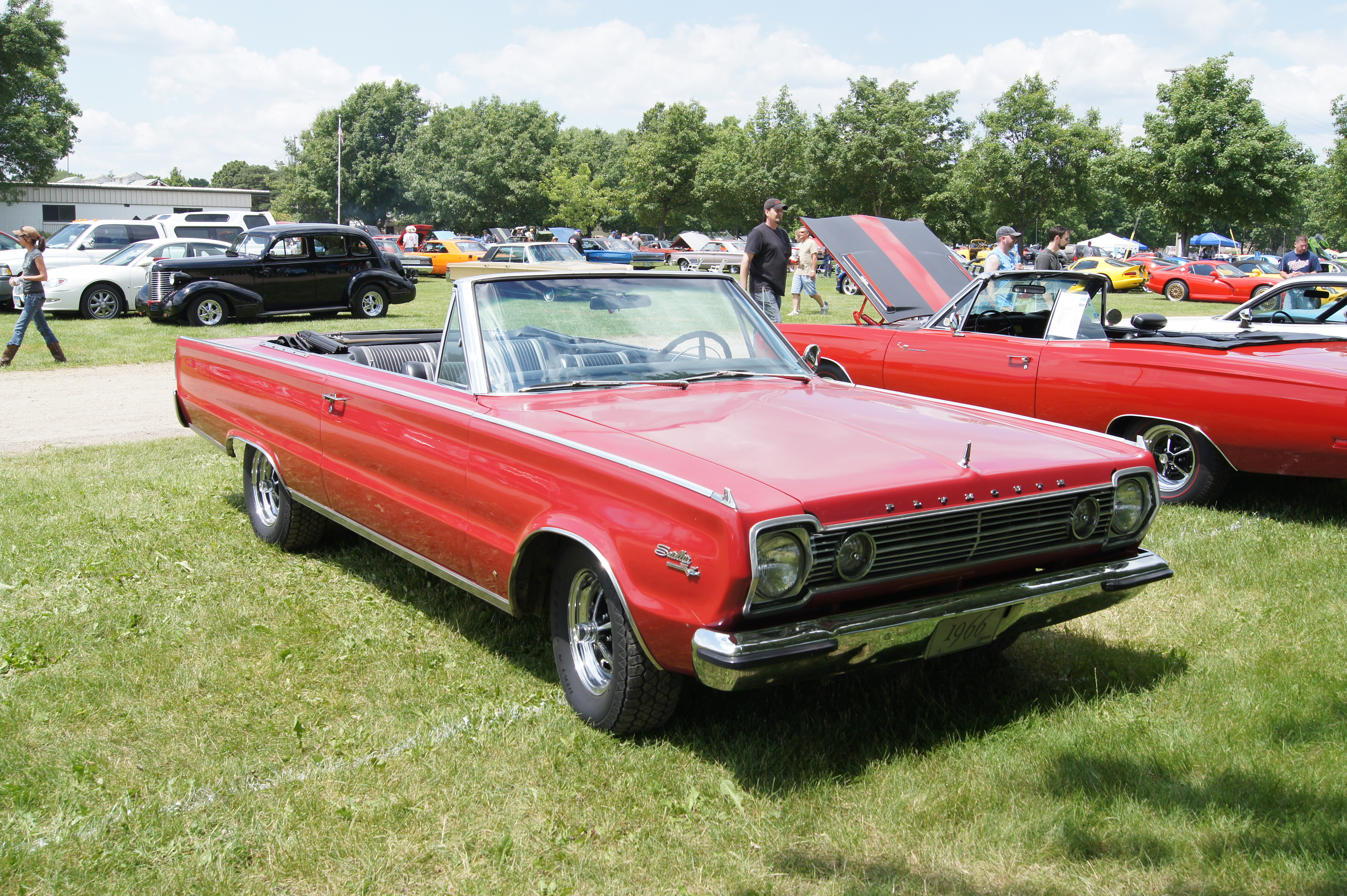
Plymouth Satellite I Cabriolet

Plymouth Satellite I został zaprezentowany po raz pierwszy w 1964 roku.
Pierwsza generacja Satellite poszerzyła ówczesną gamę Plymoutha jako alternatywa dla bliźniaczego modelu Belvedere, również oparty na platformie koncernu Chrysler B-body. W przeciwieństwie do niego, samochód dostępny był tylko w wariantach dwudrzwiowych jako coupé lub kabriolet.
Podobnie do pokrewnych konstrukcji z gamy Plymoutha, Satellite pierwszej generacji charakteryzował się podłużną tylną częścią nadwozia, podwójnymi reflektorami, a także dużą chromowaną atrapą chłodnicy.

### Silniki
- V8 5.2l LA
- V8 6.3l Commando
- V8 7.0l Commando
- V8 7.0l Super Commando
- V8 7.0l Hemi
- V8 7.2l Magnum

## Druga generacja

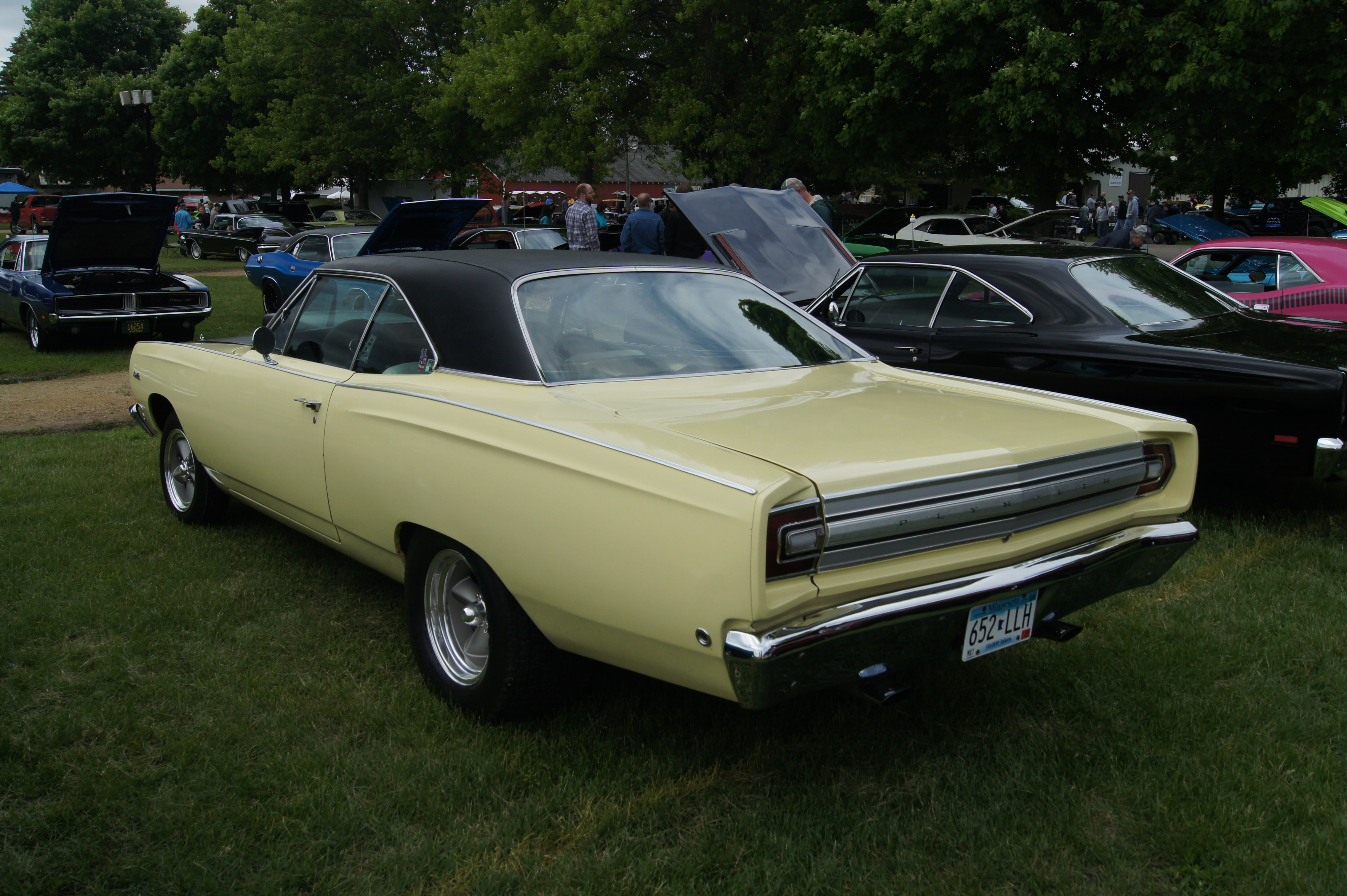
Plymouth Satellite II - tył

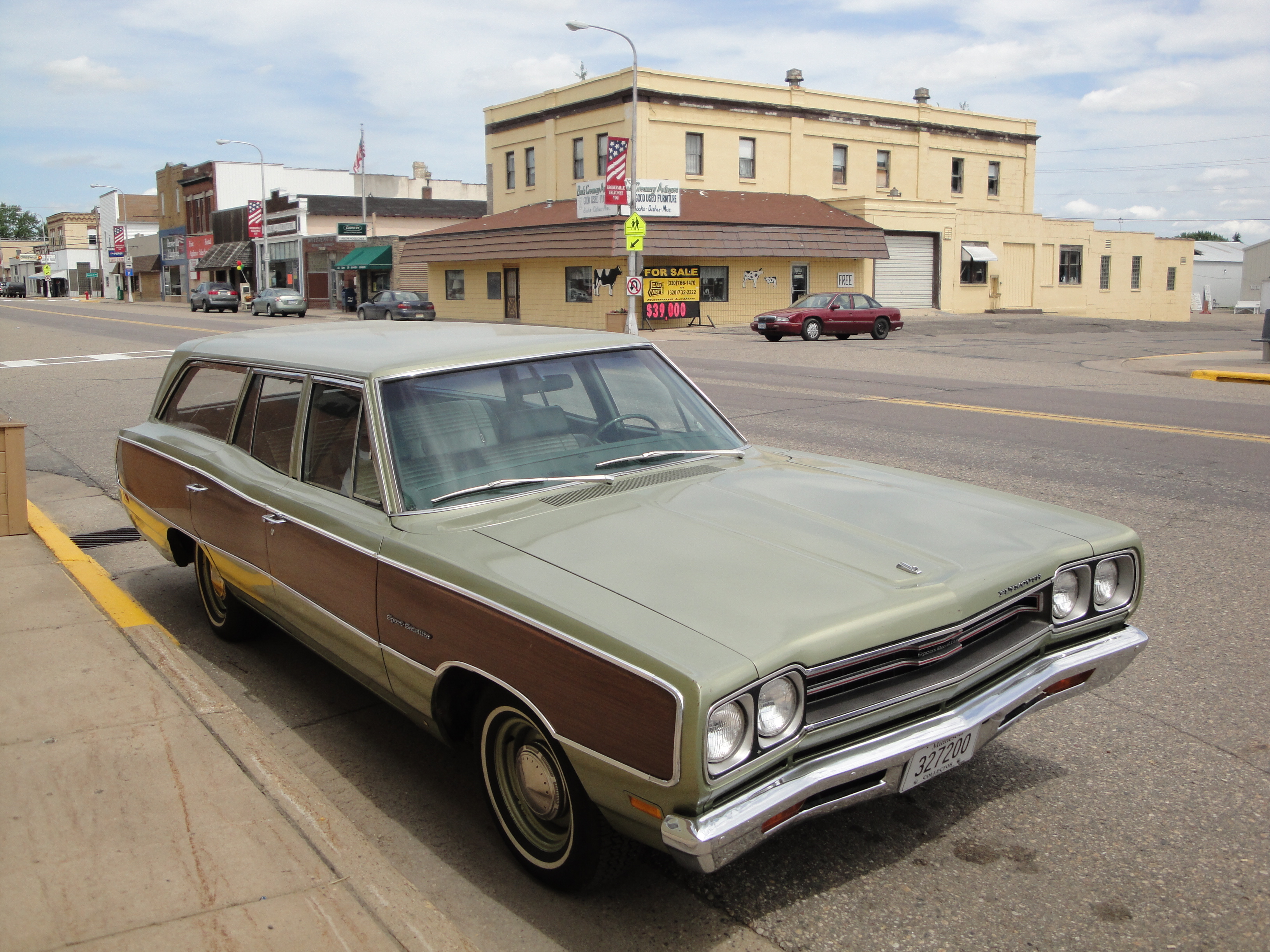
Plymouth Satellite II Kombi

Plymouth Satellite II został zaprezentowany po raz pierwszy w 1967 roku.
Druga generacja Satellite przeszła ewolucyjny zakres zmian w stosunku do poprzednika, zyskując wyraźniej zarysowane krawędzie przednich błotników, a także węższą atrapę chłodnicy z jednakowej wielkości, podwójnymi reflektorami.
Tylna część nadwozia ponownie zyskała podłużny kształt, z kolei wyraźnie zaakcentowano też kształt nadkoli. Ich charakterystyczne, obłe proporcje realizowały koncepcję zainspirowaną kształtem butelki Coca-Coli.

### Silniki
- V8 4.5l
- V8 5.2l
- V8 5.9l
- V8 6.3l
- V8 7.0l
- V8 7.2l

## Trzecia generacja

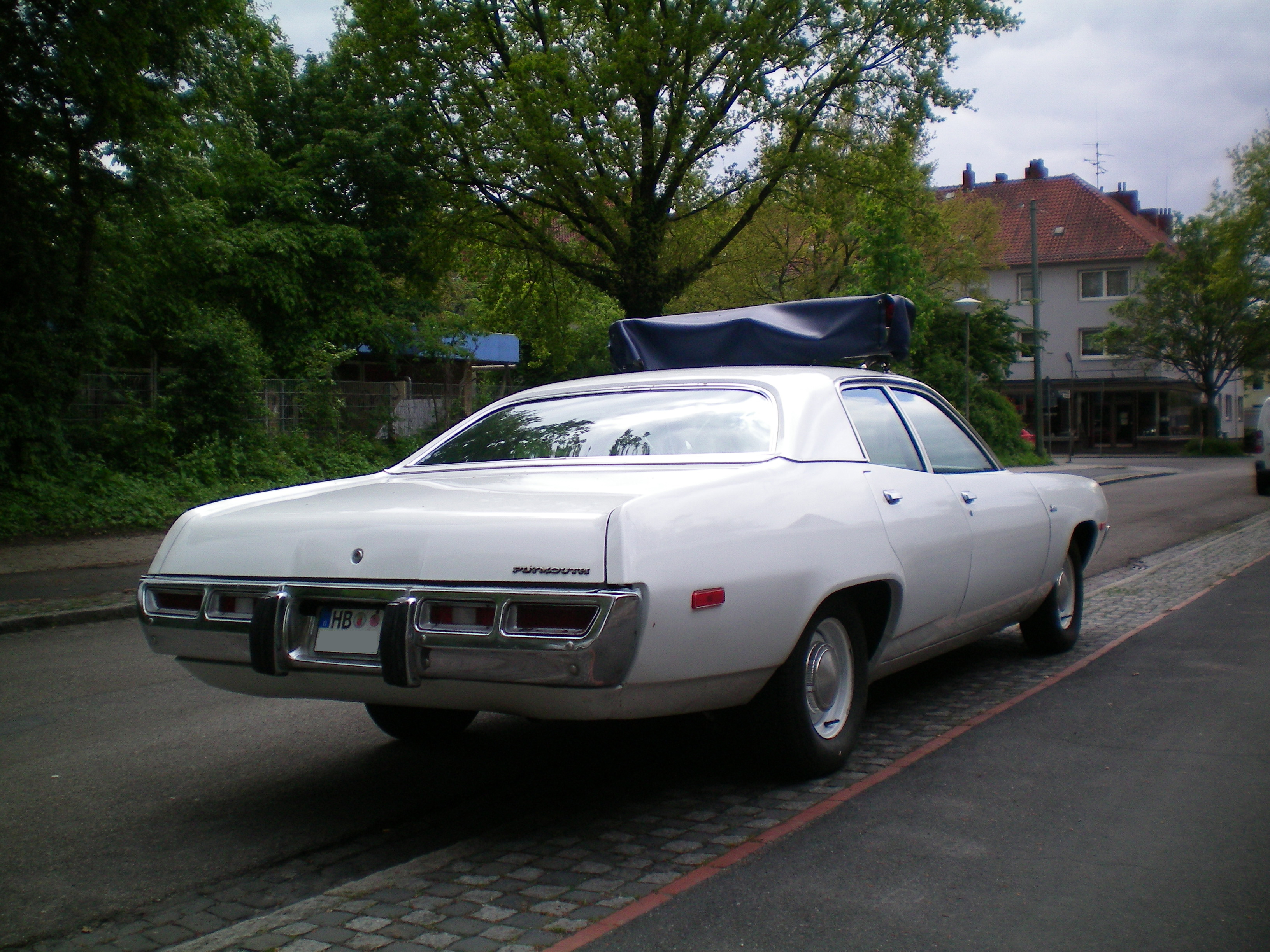
Plymouth Satellite III - tył

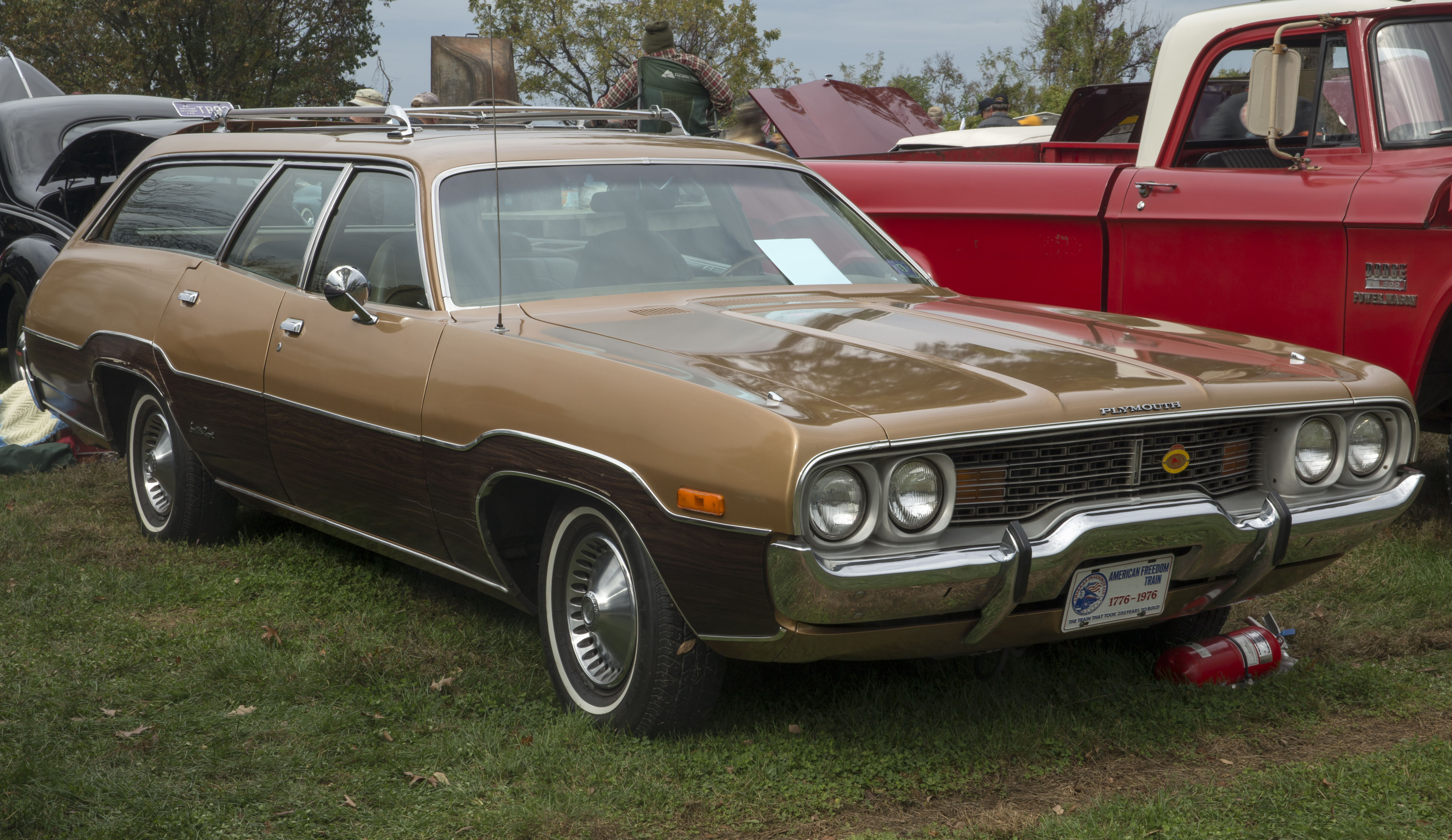
Plymouth Satellite III Kombi

Plymouth Satellite III został zaprezentowany po raz pierwszy w 1970 roku.
Trzecia i zarazem ostatnia generacja Plymoutha Satellite przyniosła duże zmiany nie tylko w stylistyce, ale i w portfolio producenta. Samochód zastąpił oferowany dotychczas równolegle model Belvedere.
Nadwozie Plymoutha Satellite zyskało obłą, masywną sylwetkę z wyżej poprowadzoną linią nadkoli. Z przodu pojawiła się wąska, szeroko zarysowana atrapa chłodnicy z podwójnymi reflektorami, a także nisko osadzone lampy tylne.
Po 4 latach produkcji, Plymouth Satellite został zastąpiony przez siódmą generację modelu Fury.

### Silniki
- L6 3.7l
- V8 4.5l
- V8 5.2l
- V8 5.6l
- V8 5.9l
- V8 6.3l
- V8 7.0l